# 陳峰民
陳峰民（1977年10月29日—）為台灣的棒球選手，曾效力中華職棒La New熊，守備位置為捕手。
由於近年來經常入選中華成棒隊，曾與葉君璋、高志綱並列台灣三大捕手。
2010年遭組頭與隊友蔡英峰誣控可能與組頭有來往，板橋地檢署因陳峰民堅持不承認有放水，因此起訴陳峰民，求刑1年6個月，遭La New球團開除。2011年3月29日，經法院審理，地方法院與高等法院皆以證據不足，判決無罪定讞。2015年起，擔任緯來體育台中華職棒轉播球評。

## 遭誣控涉及假球案
- 2010年2月11日，陳峰民在內的多名熊隊球員，遭組頭與隊友蔡英峰指控可能與組頭有來往，隔日開始遭到球團暫時停薪。
- 2月25日，檢方傳喚陳峰民到案調查，因涉案事證尚不明，確因此未做出強制處分，訊後請回，陳峰民否認放水，還主動要求測謊，然經評估身心狀況不佳無法進行測謊，當庭改期候傳，當天檢方也表示「但若認罪且態度良好，將可能給予不起訴或緩起訴處分」。
- 3月9日，板橋地檢署因陳峰民堅持不認有放水，因此以詐欺與賭博罪起訴陳峰民，具體求刑1年6個月[1]；反觀吳偲佑因坦承放水，態度良好，檢方依職權不起訴處分，遭La New熊隊開除。由於當時仍在場中打熱身賽，陳峰民等於是「被引退」。
- 2011年3月29日，經法院審理，地方法院與高等法院皆以證據不足，判決無罪定讞。

## 經歷
- 台中市忠孝國小少棒隊
- 屏東縣美和中學青少棒隊
- 屏東縣美和中學青棒隊
- 合作金庫棒球隊
- 陸光棒球隊
- 台灣大聯盟嘉南勇士（1999年－2002年）
- 中華職棒第一金剛（2003年）
- 中華職棒La New熊（2004年－2010年3月9日）
- 台灣職棒球員工會第二屆監事（2008年12月6日－2010年2月6日）

## 職棒生涯成績

### 中華職棒
| 年度 | 球隊     | 出賽 | 打數 | 安打 | 全壘打 | 打點 | 得分 | 盜壘 | 四死 | 被三振 | 壘打數 | 雙殺打 | 打擊率 | 上壘率 | 長打率 | 整體攻擊指數 |
| ---- | -------- | ---- | ---- | ---- | ------ | ---- | ---- | ---- | ---- | ------ | ------ | ------ | ------ | ------ | ------ | ------------ |
| 2003 | 第一金剛 | 85   | 240  | 54   | 0      | 22   | 21   | 2    | 19   | 40     | 72     | 4      | 0.225  | 0.281  | 0.300  | 0.581        |
| 2004 | La New熊 | 81   | 235  | 60   | 5      | 30   | 19   | 3    | 28   | 41     | 88     | 6      | 0.255  | 0.331  | 0.374  | 0.705        |
| 2005 | La New熊 | 82   | 258  | 69   | 4      | 31   | 32   | 4    | 23   | 44     | 96     | 6      | 0.267  | 0.324  | 0.372  | 0.696        |
| 2006 | La New熊 | 98   | 317  | 79   | 2      | 30   | 45   | 3    | 33   | 39     | 107    | 12     | 0.249  | 0.319  | 0.338  | 0.657        |
| 2007 | La New熊 | 99   | 305  | 65   | 6      | 35   | 24   | 2    | 25   | 41     | 101    | 6      | 0.213  | 0.270  | 0.331  | 0.601        |
| 2008 | La New熊 | 83   | 261  | 68   | 1      | 29   | 33   | 0    | 25   | 30     | 85     | 6      | 0.261  | 0.321  | 0.326  | 0.647        |
| 2009 | La New熊 | 80   | 213  | 54   | 1      | 19   | 23   | 1    | 15   | 32     | 72     | 9      | 0.254  | 0.301  | 0.338  | 0.639        |
| 合計 | 7年      | 608  | 1829 | 449  | 19     | 196  | 197  | 15   | 168  | 267    | 621    | 49     | 0.245  | 0.307  | 0.340  | 0.647        |

## 外部連結
- 陳峰民在台灣棒球維基館上的頁面（繁體中文）
- 陳峰民在中華職棒
- 陳峰民在Baseball-Reference.com（小聯盟以及海外聯盟）（英语）
- 陳峰民在Olympedia（英语）

| 前任： 陳瑞昌 石金受 | 中華職棒金手套獎（捕手） 2004年 2006年－2007年 | 繼任： 石金受 郭一峰 |
| 前任： 石金受        | 中華職棒最佳十人獎（捕手） 2004年－2005年      | 繼任： 王信民        |

1. ↑  . NOWNews. 2010-03-09. （原始内容存档于2011-01-27）.